# 65-й гвардейский артиллерийский полк
65-й гвардейский артиллерийский Ясский Краснознамённый полк — воинское формирование Вооружённых Сил СССР, принимавшее участие в Великой Отечественной войне.
Условное наименование — войсковая часть полевая почта (в/ч пп) № 16473.
Сокращённое наименование — 65 гв. ап.

## История формирования
5 августа 1942 года 553-й артиллерийский полк 106-й стрелковой дивизии был переформирован в 65-й гвардейский артиллерийский полк 35-й гвардейской стрелковой дивизии. Формирование полка проходило в Сталинграде, по штату № 4/302 от 28 июля 1942 года: два 3-х батарейных дивизиона по: восемь 76-мм пушек и четыре 122-мм гаубицы и один 2-х батарейный дивизион: четыре 76-мм пушки и четыре 122-мм гаубицы, полностью на механизированной тяге (34 трактора СТЗ), штатной численностью 991 человек. При комплектовании полк получил всего двадцать, требующих капитального ремонта, автомобилей, поэтому в полку ощущался острый недостаток транспорта для подвоза боеприпасов, горючего и продуктов питания.

## Участие в боевых действиях
Период вхождения в действующую армию: 11 августа 1942 года — февраля 1943 года, 1 марта 1943 года — 9 мая 1945 года.
5 августа 1942 года боевым распоряжением № 0041/ОП штаба артиллерии Сталинградского фронта 65-й полк (35-й дивизии) отправлен из Орловки в распоряжение командующего 64-й армией, для использования на участке действий 15-й гвардейской стрелковой дивизии. С 6 августа 1942 года полк вместе с 64-й армией переходит в состав Юго-Восточного фронта. С 8 августа полк в составе 57-й армии, в качестве средств усиления 15-й дивизии располагается в районе совхоза МТФ, три с половиной километра от села Дубовый Овраг Красноармейского района Сталинградской области.
17 августа 1942 года 65-й полк включён в состав 36-й гвардейской стрелковой дивизии в качестве её дивизионного артиллерийского полка, но оставлен в прежнем районе дислокации — поддерживать 15-ю гвардейскую стрелковую дивизию и Винницкое пехотное училище, а позднее 76-й укреплённый район.
19 и 20 августа 1942 года, поддерживая 15-ю дивизию (2-й и 3-й дивизионы) и Винницкое пехотное училище (1-й дивизион), при попытке прорыва немцами нашей обороны с целью выхода на город Красноармейск — Бекетовка, на рубеже: Тингутинское лесничество, совхоз Приволжский, высот 87,0 и 87,6 полк попал в тройное окружение трёхсот танков противника. Два дивизиона полка своим огнём прорвали кольцо окружения, помогли пехоте выйти из него, уничтожив 36 и подбив 7 танков и 96 автомашин с пехотой, потеряв при этом 7 орудий с тракторами и 10 % личного состава.
29 августа 1942 1-й и 2-й дивизионы полка выходят в район сосредоточения 36-й дивизии, 3-й дивизион продолжает поддерживать 15-ю дивизию в течение сентября — октября 1942 года.
10 января 1943 года при прорыве оборонительной полосы противника в районе: балка Караватка, высоты 105,3, 111,6 полк огнём 23-х орудий прямой наводкой подавляет и уничтожает огневые точки противника, огнём и колёсами сопровождает наступающую пехоту и с боями выходит на юго-западную окраину города Сталинграда.
Всего за время боёв под Сталинградом огнём полка уничтожено: танков — 86, подбито — 19, сбит самолёт типа «Фокке-Вульф» — 1, уничтожено орудий — 43, подавлено орудий — 23, уничтожено миномётов — 22, подавлено 19, уничтожено пулемётов — 339, подавлено — 114. Разбито автомашин — 74, подбито — 41. Разбито блиндажей и ДЗОТов — 123, уничтожено солдат и офицеров — 8641 человек, подавлено артиллерийских батарей — 15.
После окончания боевых действий под Сталинградом полк в составе 36-й дивизии направляется в распоряжение Воронежского фронта в район города Волчанск, где с 16 апреля 1943 года находиться в оборонительных боях по реке Северский Донец. 5 июля 1943 года при переходе противника в наступление в районе стыка рек Нежеголь — Северский Донец (село Безлюдовка) полк огнём 35 орудий отбивает все контратаки противника и переходит в наступление, поддерживая наступающую пехоту огнём и колёсами. За время боёв с 16 апреля по 9 августа 1943 года огнём полка уничтожено: 9 орудий, 9 миномётов, 62 пулемёта, 23 автомашины, 8 блиндажей, 5 наблюдательных пунктов, 3 склада с боеприпасами и до 1220 солдат и офицеров противника.
Продолжая преследовать отступающего противника полк своим огнём, ломая на пути его сопротивление, в боях выходит в район города Харьков, где с 19 по 22 августа ведёт активные действия по овладению Харьковским тракторным заводом и огнём орудий прямой наводки подавляет и уничтожает огневые точки и живую силу противника.
Продвигаясь дальше на запад в направлении города Мерефа, полк встречает сильное сопротивление со стороны противника с правого берега реки Мжа и высоту 208,4 где все орудия полка выставляются на прямую наводку и, сломив сопротивление врага, выходит на рубеж станции Борки. Овладев станцией даёт возможность пехоте развить дальнейшее наступление и выйти в район села Тарановка. В данном районе противник противник закрепился на выгодных ему высотах и временно приостанавливает продвижение наших войск. Полк в течение 2-х дней 12 и 13 сентября огнём орудий прямой наводки подавляет и уничтожает огневые средства и живую силу противника, сбивает его с занимаемого рубежа и продолжает поддерживать наступающую пехоту огнём и колёсами.
25 сентября 1943 года полк своим огнём обеспечивает частям 36-й дивизии выход на левый берег реки Днепр, где ночью 26 сентября помогает форсировать реку, занять село Сошиновка и высоту 134,4 на правом берегу реки. Личный состав полка на руках переправляет в боевые порядки пехоты три 76-мм дивизионных орудия и помогает отбить контратаки пехоты и танков противника. За период наступательных боёв с 9 августа по 30 сентября огнём полка уничтожено: танков — 1, орудий — 5, САУ — 1, пулемётов — 31, складов с боеприпасами — 1, наблюдательных пунктов — 2, солдат и офицеров — 1865 человек. Подавлено: пулемётов — 67, орудий — 3, САУ — 9, шестиствольных миномётов — 3, миномётных батарей — 3.
Обеспечив плацдарм на правом берегу реки Днепр, полк в составе 36-й дивизии прорывает оборону противника и 22 октября овладевает рядом крупных населённых пунктов, городом и железнодорожной станцией Верхнеднепровск. Преследуя отходящего противника полк 28 октября достиг восточного берега реки Ингулец, где встречает сильное сопротивление огневое противника, которое было сломлено только 10 ноября 1943 года. Полк в составе 36-й дивизии движется вперёд и с хода форсирует реку Ингул.
Продолжая поддерживать части 36-й дивизии, полк 23 марта 1944 года достиг восточного берега реки Южный Буг и с 24 по 28 марта в районе села Мигия на подручных средствах форсирует её. После этого полк в трудных метрологических условиях, мало проходимыми дорогами совершает 200-и километровый марш и 10 апреля форсирует реку Днестр в районе села Царень (Бессарабия). Продолжая совершать марш в ночь с 16 на 17 апреля 1944 года полк в районе села Скулень форсирует реку Прут и входит на территорию Румынии.
20 апреля 1944 года полк успешно заканчивает совершение 600 км марша и с 23 на 24 апреля занимает боевой порядок в районе селений Строешчий, Васканий. На данном рубеже противник, опираясь на заранее подготовленные рубежи обороны, оказывает сильное огневое сопротивление. 21 августа полк в составе 36-й дивизии прорывает оборону противника на рубеже: высот 172, 192, села Сырка и преследуя отступающего противника к 30 августа выходит на границу Северной Трансильвании.
На данном рубеже противник, используя естественные и заранее подготовленные рубежи обороны, частыми контратаками пытался задержать части 36-й дивизии и не дать возможности перейти через перевал Восточные Карпаты. Полк обходным манёвром в трудных метеорологических условиях и горно-лесистой местности вытащил силами личного состава шесть орудий на выс. 1011, чем обеспечил с фланга взятие, 8 сентября 1944 года, города Брецку.
Преследуя отступающего противника в юго-западном направлении, 28 сентября полк достиг восточного берега реки Мурешул в районе города Тыргу-Муреш. В ночь с 28 на 29 сентября полк в составе 9 орудий вброд глубиною 1,5 метра форсирует реку Мурешул и обеспечивает взятие частями 36-й дивизии выгодного рубежа на западном берегу реки — высота 466.
С 9 по 22 октября 1944 года полк совершил 600 км марш и 23 октября занял боевой порядок в районе города Пютри (Венгрия). Ведя наступательные бои в составе 36-й дивизии 24 октября полк достиг восточного берега реки Тиса и в ночь с 24 на 25 октября с хода форсировал её.
Отечественную войну полк закончил 11 августа 1945 года в Австрийских Альпах северо-восточнее австрийского города Брук.

## Командование полка

### Командиры полка
- Якишин Михаил Александрович (05.08.1942 — 09.1944), гвардии майор, гвардии подполковник
- Дорохов Дмитрий Степанович (10.1944 — 12.1944), гвардии майор, врид
- Зинкевич Иосиф Францивич (01.1945 — 04.1945), гвардии майор
- Бычков Александр Гаврилович (10.04.1945 -), гвардии майор

### Заместители командира полка по строевой части
- Дорохов Дмитрий Степанович (02.1943 — 03.04.1945), гвардии капитан, гвардии майор (убит)

### Начальники штаба полка
- Сайк Николай Юрьевич (05.08.1942 — 12.11.1942), гвардии майор, гвардии подполковник
- Дебихин (13.11.1942 — 23.11.1942), гвардии майор
- Кобылка Павел Павлович (24.11.1942 — 25.02.1943), гвардии капитан
- Выдрин Аполлинарий Николаевич (26.02.1943 — 16.08.1943), гвардии майор
- Кобылка Павел Павлович (17.08.1943 — 29.11.1943), гвардии майор
- Бычков Александр Гаврилович (01.12.1943 — 09.04.1945), гвардии капитан, гвардии майор
- Титов Иван Петрович (10.04.1945 —), гвардии капитан

## Награды
| Награда (наименование)         | Дата награждения                                                                 | За что получена |
| ------------------------------ | -------------------------------------------------------------------------------- | --- |
| Почётное звание «Гвардейский»  | присвоено 5 августа 1942 года                                                    | при включении в состав 35-й гвардейской стрелковой дивизии                                                                                             |
| Почётное наименование «Ясский» | присвоено приказом Верховного главнокомандующего № 0309 от 15 сентября 1944 года | за отличия в боях с немецкими захватчиками за овладение городом Яссы                                                                                   |
| Орден Красного Знамени         | награждён указом Президиума Верховного Совета СССР от 19 ноября 1944 года        | за образцовое выполнение заданий командования в боях с немецкими захватчиками, за овладение городом Сольнок и проявленные при этом доблесть и мужество |

## Отличившиеся воины полка
| Награда | Ф. И. О.                   | Должность                     | Звание  | Дата награждения                 | Примечания |
| ------- | -------------------------- | ----------------------------- | ------- | -------------------------------- | --- |
|         | Матющенко Пётр Афанасьевич | командир орудия               | гвардии | 15.05.1946                       | погиб в бою 26 января 1945 года, похоронен в венгерском городе Дунафёльдвар |
|         | Слободенюк Иван Лукьянович | командир взвода управления    | гвардии | 20.12.1943                       | 28 сентября 1943 года получил тяжёлое ранение, от которого умер на следующий день, похоронен в братской могиле в селе Радсело Петриковского района Днепропетровской области Украины |
|         | Ушанов Алексей Васильевич  | разведчик наблюдатель старший | гвардии | 31.08.1944 10.03.1945 17.02.1970 | 29 апреля 1945 года был повторно награждён орденом Славы 2-й степени, указом ПВС СССР от 17 февраля 1970 года был перенаграждён орденом Славы 1-й степени (посмертно)               |